# 이방초등학교 장천분교
이방초등학교 장천분교는 대한민국 경상남도 창녕군에 있는 공립 초등학교이다.

## 학교 연혁
- 1946년 11월 22일: 장천국민학교 개교
- 1982년 9월 1일: 병설유치원 인가
- 2001년 7월 10일: 좋은 수업 군 시범학교 운영 보고회
- 2003년 10월 28일: 지역화 교육과정 연구학교 운영보고회
- 2004년 11월 27일: 평생교육 지역중심학교 운영
- 2007년 3월 1일: 제18대 박재권 교장 취임
- 2007년 3월 1일: 기초학력 책임지도 지역중심학교 운영
- 2015년 9월 1일: 제 21대 서광훈 교장 취임
- 2016년 3월 2일: 경상남도교육청 지정 행복맞이학교 운영
- 2017년 2월 10일: 제 68회 졸업식(총 졸업생: 3,582명)
- 2024년 3월 1일: 이방초등학교 장천분교로 개편

## 참고 자료
- 이방초등학교 장천분교 - 한국교육학술정보원 학교알리미